# Uttendorf (Salzburg)
Uttendorf ist eine Gemeinde und deren gleichnamiger Hauptort mit 3071 Einwohnern (Stand 1. Jänner 2024) im Salzburger Land im Bezirk Zell am See in Österreich. Sie ist flächenmäßig die drittgrößte Gemeinde des Bezirks, wobei etwa 43 km² der Fläche im Nationalpark Hohe Tauern liegen.

## Geografie
Die Gemeinde liegt im Pinzgau, verteilt auf die Täler der Salzach und ihres rechten (südlichen) Zubringers Stubache. Von der Fläche von 17 Quadratkilometer entfällt ein Drittel auf Almen und je ein Viertel auf Wald und hochalpines Gelände. Nur neun Prozent werden landwirtschaftlich genutzt.

### Gemeindegliederung
Das Gemeindegebiet umfasst folgende 10 Ortschaften (in Klammern Einwohnerzahl Stand 1. Jänner 2024):
- Hofham (58)
- Köhlbichl (273)
- Litzldorf (175)
- Pölsen (66)
- Quettensberg (164)
- Schwarzenbach (79)
- Stubach (158)
- Tobersbach (229)
- Uggl (45)
- Uttendorf (1824)

Die Gemeinde besteht aus den Katastralgemeinden Schwarzenbach, Stubach, Tobersbach und Uttendorf.
Uttendorf war bis 2002 Teil des damals aufgelassenen Gerichtsbezirks Mittersill und gehört seit 2003 zum Gerichtsbezirk Zell am See.

### Nachbargemeinden
|                                        | Saalbach-Hinterglemm                        |                                                            |
| Stuhlfelden Mittersill ∗               | Kompassrose, die auf Nachbargemeinden zeigt | Niedernsill                                                |
| Matrei in Osttirol (Bez. Lienz, Tirol) | Kals am Großglockner (Bez. Lienz, Tirol)    | Heiligenblut am Großglockner (Bez. Spittal a. d. D., Ktn.) |

∗ Mittersill liegt im Salzachtal genau westlich von Stuhlfelden, Gemeindegebiet grenzt im Bergland südlich an

### Klima
|                        | Jan  | Feb  | Mär  | Apr  | Mai  | Jun  | Jul  | Aug  | Sep  | Okt  | Nov  | Dez  |   |      |
| Mittl. Temperatur (°C) | −4,3 | −2,4 | 2,2  | 6,8  | 11,5 | 14,3 | 16,2 | 15,6 | 11,8 | 7,3  | 1,6  | −2,8 | ⌀ | 6,5  |
| Mittl. Tagesmax. (°C)  | 0,0  | 3,1  | 8,6  | 14,4 | 19,5 | 21,8 | 23,8 | 23,0 | 18,7 | 13,9 | 6,0  | 1,0  | ⌀ | 12,9 |
| Mittl. Tagesmin. (°C)  | −8,4 | −6,8 | −2,4 | 1,3  | 5,8  | 9,1  | 10,9 | 10,7 | 7,2  | 2,9  | −1,9 | −6,3 | ⌀ | 1,9  |
|                        |      |      |      |      |      |      |      |      |      |      |      |      |   |      |
| Niederschlag (mm)      | 42   | 37   | 57   | 60   | 98   | 135  | 159  | 148  | 102  | 73   | 56   | 51   | Σ | 1018 |
|                        |      |      |      |      |      |      |      |      |      |      |      |      |   |      |
| Luftfeuchtigkeit (%)   | 76,2 | 63,0 | 53,1 | 44,3 | 44,3 | 49,1 | 50,7 | 53,5 | 55,3 | 58,6 | 70,7 | 79,6 | ⌀ | 58,2 |

| −8,4 |

| −6,8 |

| −2,4 |

| 1,3 |

| 5,8 |

| 9,1 |

| 10,9 |

| 10,7 |

| 7,2 |

| 2,9 |

| −1,9 |

| −6,3 |

| −8,4 |

| −6,8 |

| −2,4 |

| 1,3 |

| 5,8 |

| 9,1 |

| 10,9 |

| 10,7 |

| 7,2 |

| 2,9 |

| −1,9 |

| −6,3 |

## Geschichte
Grabanlagen aus der Hallstattzeit zeigen eine frühe Besiedlung. Im Jahre 1160 wird ein Uoto von Uotendorf und damit erstmals auch der Ort urkundlich genannt.
Von 1943 bis 1945 gab es im Stubachtal das Außenlager Weißsee des KZ Dachau, mit weiteren Lagern auch des Strafgefangenenlagers Bernau, um Zwangsarbeiter für den Kraftwerksbau unterzubringen.
Im Stubachtal gefundene mächtige Bergkristalle (bis zu 618 kg) sind heute im Haus der Natur Salzburg zu besichtigen.

## Politik

### Gemeinderat
| Gemeinderatswahl 2024Wahlbeteiligung: 71,7 % 50403020100 46,5 % (−1,3 %p)34,7 % (−3,9 %p)18,8 % (+5,1 %p) SPÖÖVPFPÖ20192024 |

Die Gemeindevertretung hat insgesamt 19 Mitglieder.
- Mit den Gemeindevertretungs- und Bürgermeisterwahlen in Salzburg 2004 hatte die Gemeindevertretung folgende Verteilung: 11 SPÖ, 7 ÖVP, und 1 FPÖ.
- Mit den Gemeindevertretungs- und Bürgermeisterwahlen in Salzburg 2009 hatte die Gemeindevertretung folgende Verteilung: 10 SPÖ, 7 ÖVP, und 2 FPÖ.
- Mit den Gemeindevertretungs- und Bürgermeisterwahlen in Salzburg 2014 hatte die Gemeindevertretung folgende Verteilung: 10 SPÖ, 5 ÖVP, und 4 FPÖ.
- Mit den Gemeindevertretungs- und Bürgermeisterwahlen in Salzburg 2019 hatte die Gemeindevertretung folgende Verteilung: 9 SPÖ, 8 ÖVP, und 2 FPÖ.[7]
- Mit den Gemeindevertretungs- und Bürgermeisterwahlen in Salzburg 2024 hat die Gemeindevertretung folgende Verteilung: 9 SPÖ, 7 ÖVP und 3 FPÖ.[8]

### Bürgermeister
- 1948–1964 Heinrich Kossär (SPÖ)[9]
- 1964–1989 Kurt Maier (SPÖ)[10]
- 1989–1994 Alois Johann Nindl (SPÖ)[11]
- 1994–2013 Franz Nill (SPÖ)[12]
- seit 2013 Hannes Lerchbaumer (SPÖ)[13]

### Wappen
Das Wappen wurde Uttendorf 1969 von der Salzburger Landesregierung verliehen.

Blasonierung: „Ein geteilter Schild; oben in Rot an der Teilung aus silbernem Muttergestein ragend zwischen zwei schrägauswärts gekehrten silbernen Bergkristallen ein ebensolcher pfahlweise. Unten in Silber ein stilisiertes blaues Turbinenrad mit zehn löffelförmigen Schaufeln.“

Die Bergkristalle beziehen sich auf den Fund des größten bisher bekannten Bergkristalls auf dem Gemeindegebiet; das Rad einer Peltonturbine deutet auf das Stubachwerk hin.

## Kultur und Sehenswürdigkeiten

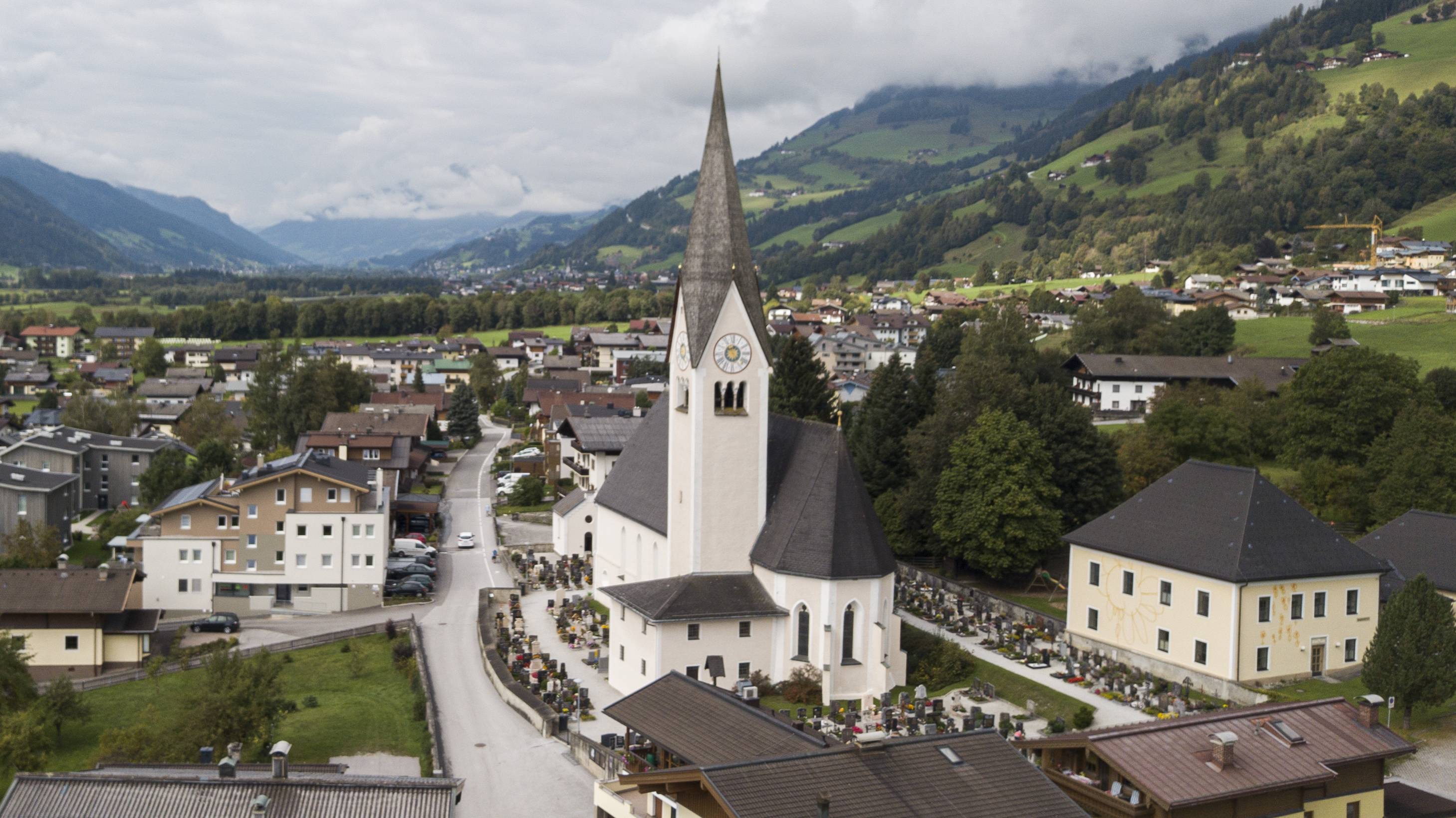
Pfarrkirche Uttendorf

- Katholische Pfarrkirche Uttendorf hl. Rupertus
- Filialkirche zur hl. Margagetha
- Keltendorf

## Wirtschaft und Infrastruktur

### Wirtschaftssektoren
Von den eintausend Arbeitsplätzen in Uttendorf entfallen zehn Prozent auf die Landwirtschaft, die anderen teilen sich der Produktionssektor und der Dienstleistungssektor. Der mit Abstand größte Arbeitgeber im Produktionssektor ist der Bereich Herstellung von Waren. Im Dienstleistungssektor entfallen je dreißig Prozent auf den Handel und auf soziale und öffentliche Dienste.

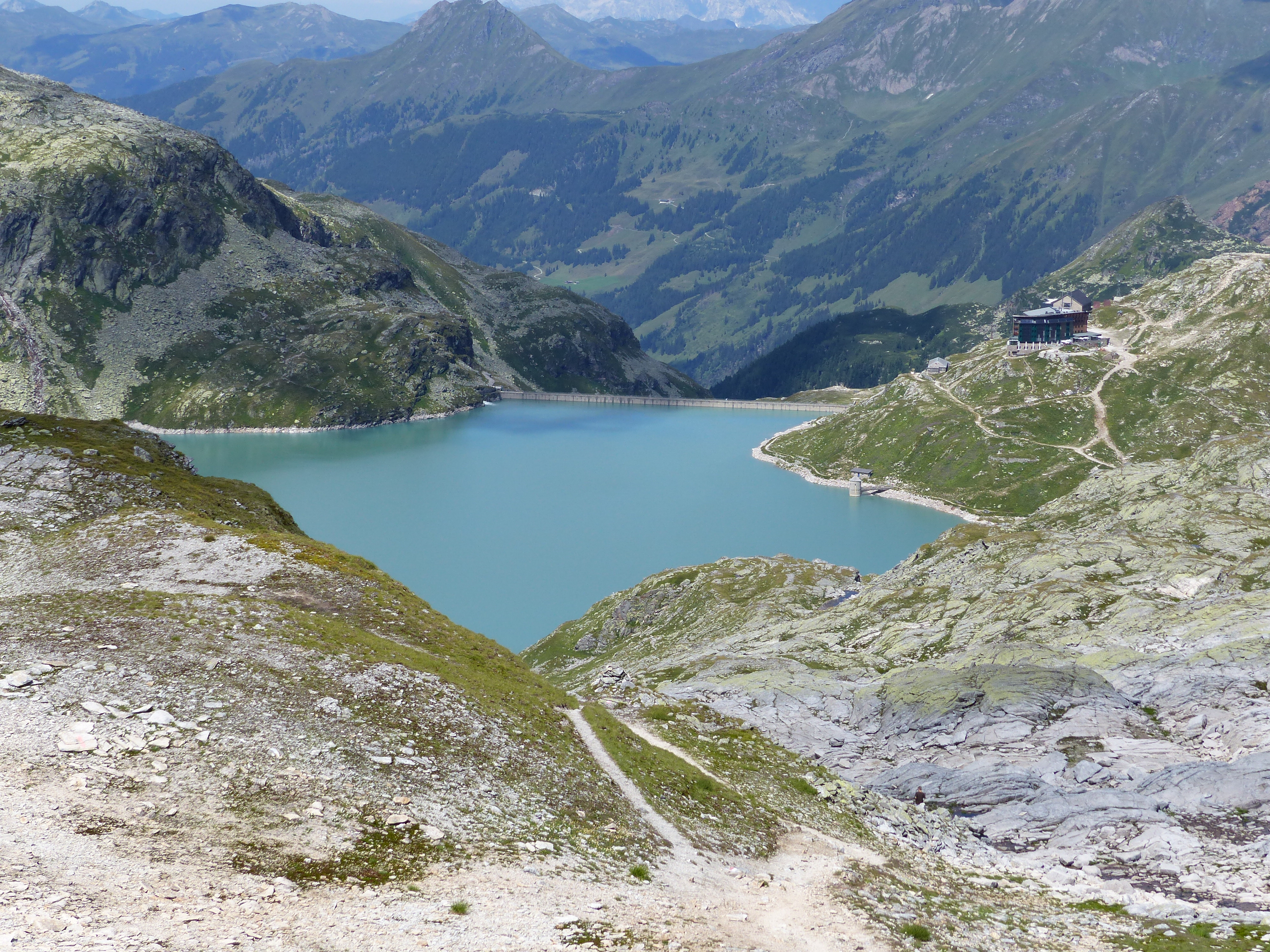
Stausee Weißsee mit Rudolfshütte

### Fremdenverkehr
Der Fremdenverkehr ist mit rund 170.000 Übernachtungen (im Jahr 2020) eine wichtige Erwerbsquelle. Der stärkste Monat ist der Februar mit 28.000 Übernachtungen, gefolgt von Juli und August mit knapp 25.000 Übernachtungen. Der Badesee und die Anlagen der Weißsee Gletscherbahnen sind dabei wichtige Attraktionen.

### Unternehmen
- Kraftwerksgruppe Stubachtal der Österreichischen Bundesbahnen im Stubachtal
- Gassner Mülltransport GmbH – Abfallentsorger; Großbrand am 13./14. April 2020[16][17]

### Verkehr

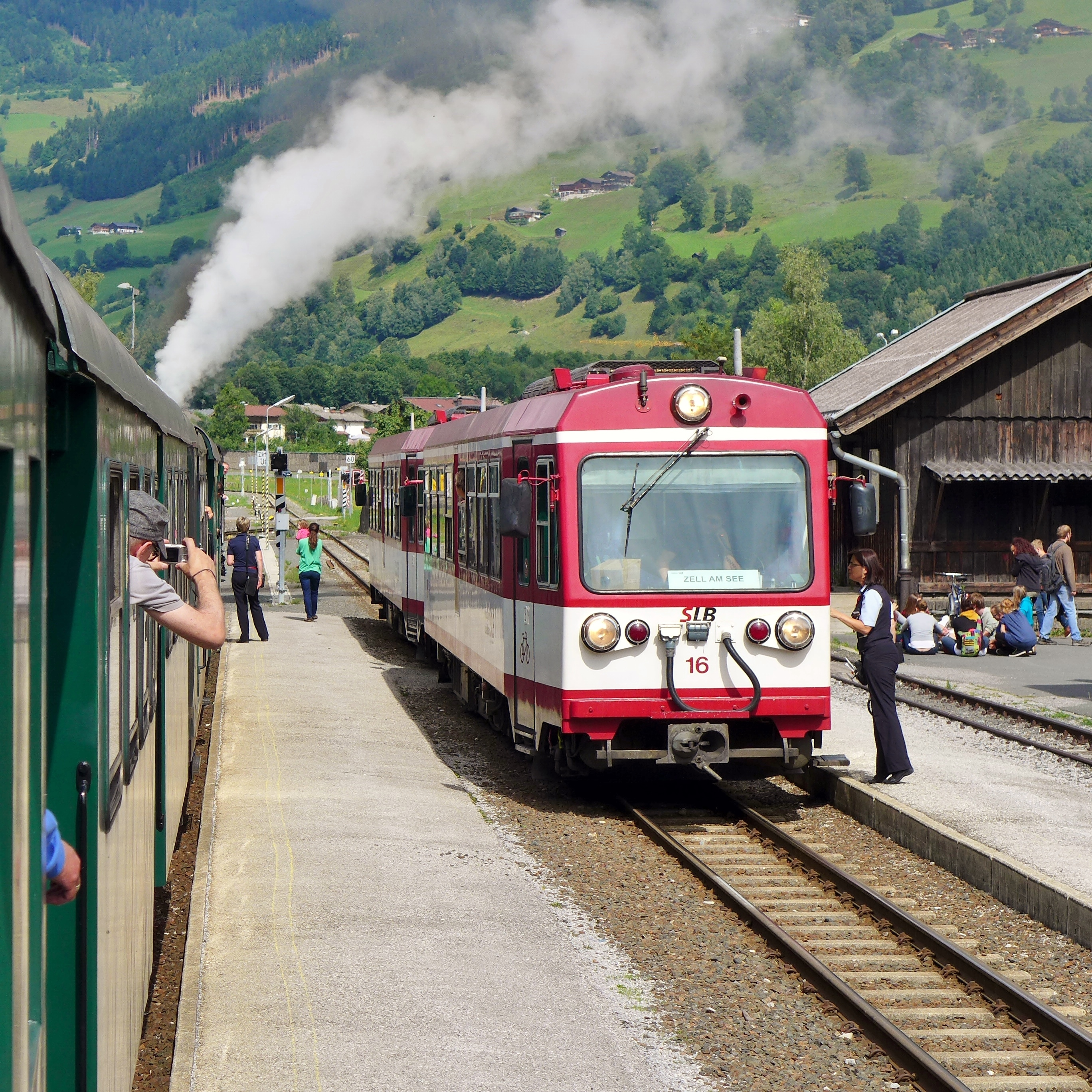
Diesel-Schienenbus VT16 der Pinzgauer Lokalbahn und ein Dampf-Nostalgiezug im Bahnhof Uttendorf (2014).

- Bahn: Uttendorf ist mit einem Bahnhof an die schmalspurige Pinzgauer Lokalbahn zwischen Zell am See und Krimml (über Mittersill) angeschlossen. Das Bahnhofsgebäude wurde Anfang 2010 saniert.
- Straße: Die Mittersiller Straße B 168 führt von Zell am See über Uttendorf nach Mittersill.

## Persönlichkeiten
- Erich Meder (1897–1966), Textdichter für Schlager und Wienerlieder; lebte in den Sommermonaten in Uttendorf
- Kajetan Mühlmann (1898–1958), Nationalsozialist, SS-Führer und Kunsträuber
- Rafael Obermaier (* 2002), Moderator und Redakteur, aufgewachsen in Uttendorf